# Dolnik (województwo dolnośląskie)
Dolnik (niem. Schönthal) – wieś w Polsce położona w województwie dolnośląskim, w powiecie kłodzkim, w gminie Międzylesie.

## Położenie
Dolnik to niewielka wieś łańcuchowa o długości około 2 km, leżąca wzdłuż strumienia Polna, na granicy Masywu Śnieżnika i Rowu Górnej Nysy, na wysokości około 455–500 m n.p.m.

## Podział administracyjny
W latach 1975–1998 miejscowość administracyjnie należała do województwa wałbrzyskiego.

## Historia
Dolnik jest jedną z najstarszych wsi w południowej części ziemi kłodzkiej i został założony najprawdopodobniej około 1533 roku. Na przestrzeni wieków była to typowa wieś rolnicza, w 1840 roku było tu 35 domów i gorzelnia. Obecnie jest to mała wieś rolnicza, stanowiąca zaplecze Międzylesia.